# Carlos Blixen
Carlos Samuel Blixen Abella (Montevideo, 27 dicembre 1936 – Bilbao, 1º agosto 2022) è stato un cestista uruguaiano.

## Carriera
Con l'Uruguay ha disputato due edizioni dei Giochi olimpici (Melbourne 1956, Roma 1960) e due dei Campionati mondiali (1959, 1963).